# Necydalosaurus
Necydalosaurus är ett släkte av skalbaggar. Necydalosaurus ingår i familjen långhorningar.
Kladogram enligt Catalogue of Life:
| Necydalosaurus | \| \| Necydalosaurus durantoni \| \| \| \| \| \| Necydalosaurus ichneumonides \| \| \| \| \| \| Necydalosaurus mysticus \| \| \| \| |
|                | \| \| Necydalosaurus durantoni \| \| \| \| \| \| Necydalosaurus ichneumonides \| \| \| \| \| \| Necydalosaurus mysticus \| \| \| \| |
|                | Necydalosaurus durantoni |
|                | |
|                | Necydalosaurus ichneumonides |
|                | |
|                | Necydalosaurus mysticus |
|                | |